# Maxime Lagarde
Maxime Lagarde est un joueur d'échecs français né le 16 mars 1994 à Niort. Grand maître international depuis 2013, il est champion de France d'échecs de parties classiques en 2019, de rapide en 2019 et 2024 et de blitz en 2022 et 2025.
Au 1er mai 2025 Maxime Lagarde est le quatrième meilleur joueur français et 124e joueur mondial avec un classement Elo de 2 622 points.

## Biographie et carrière
Maxime Lagarde a remporté le championnat de France benjamins en 2008 et la médaille de bronze lors du championnat du monde des moins de 16 ans à Kemer en 2009. Il obtient le titre de grand maître international en 2013.
Maxime Lagarde a remporté de nombreux opens dans sa carrière dont Avoine (2012), Béthune (2012), Créon (2013, 2014) et Sautron (2014 et 2022).
Lors du championnat de France d'échecs 2012, il termina avant-dernier, puis il fut dixième en 2015. En 2017, il partagea la cinquième place du 92e championnat de France. Il a également remporté trois fois le tournoi Accession du championnat de France.
En mars 2018, il finit deuxième au départage de l'Open de Reykjavik avec 7 points sur 9.
En mai 2019, il est champion de France de parties rapides. Puis en août 2019, il devient champion de France de parties lentes, à Chartres,. Au cours de cet été 2019, il remporte quatre tournois à la suite (Porticcio, Badalona, Andorre et les Championnats de France).
En février 2020 il remporte le tournoi fermé de Djerba et atteint son pic Elo à 2659.
En 2021, l'équipe de France devient vice-championne d'Europe des Nations avec Lagarde évoluant au quatrième échiquier de l'équipe. 
Il remporte le 20e open international de Sautron en juillet 2022. Quelques jours plus tard, il devient champion de France de blitz. En novembre de la même année, il remporte le Grand Prix du Cap d'Agde.
En 2023, il remporte la Mitropa Cup avec l'équipe de France et obtient la médaille de bronze individuelle au premier échiquier. En août, il remporte la médaille de bronze aux championnats France de parties classiques.
Lors de la Coupe du monde d'échecs 2023, Lagarde bat le Brésilien Yago De Moura Santiago au premier tour puis perd face à l'Indien Rameshbabu Praggnanandhaa (futur finaliste de la compétition) au deuxième tour.
Lors du championnat d'Europe des Nations 2023, il remporte la médaille d'or individuelle au quatrième échiquier de l'équipe de France, avec une performance Elo de 2799.
En juin 2024, Maxime devient champion de France par équipe avec son club du C'Chartres Echecs et remporte la médaille d'or individuelle au cinquième échiquier. Quelques jours plus tard, il devient champion de France de parties rapides pour la seconde fois de sa carrière en remportant les internationaux de France. Début Juillet 2024, il remporte à nouveau l'open de Porticcio, cinq ans après l'avoir déjà remporté. Cette même semaine, il termine deuxième du blitz de Quenza derrière l'ancien champion du monde Viswanathan Anand.
En juin 2025, Maxime Lagarde remporte le titre de champion de France d'échecs par équipe pour la seconde année consécutive avec son club du C'Chartres lors du top 16. Il remporte à nouveau la médaille d'or individuelle au cinquième échiquier à cette occasion.
Quelques jours plus tard il finit champion de France de blitz pour la seconde fois de sa carrière en remportant les internationaux de France à Saint-Maur-des-Fossés.

## Style de jeu
Maxime Lagarde est connu pour son style de jeu dynamique et sa capacité de calcul. Efficace en cadence rapide, il a notamment gagné deux fois le rapide international de Bienne et atteint la finale du Corsican Circuit en 2018. Il a également été double champion de France de parties rapides et champion de la Francophonie en 2022.